# Personnages de Dragon Ball

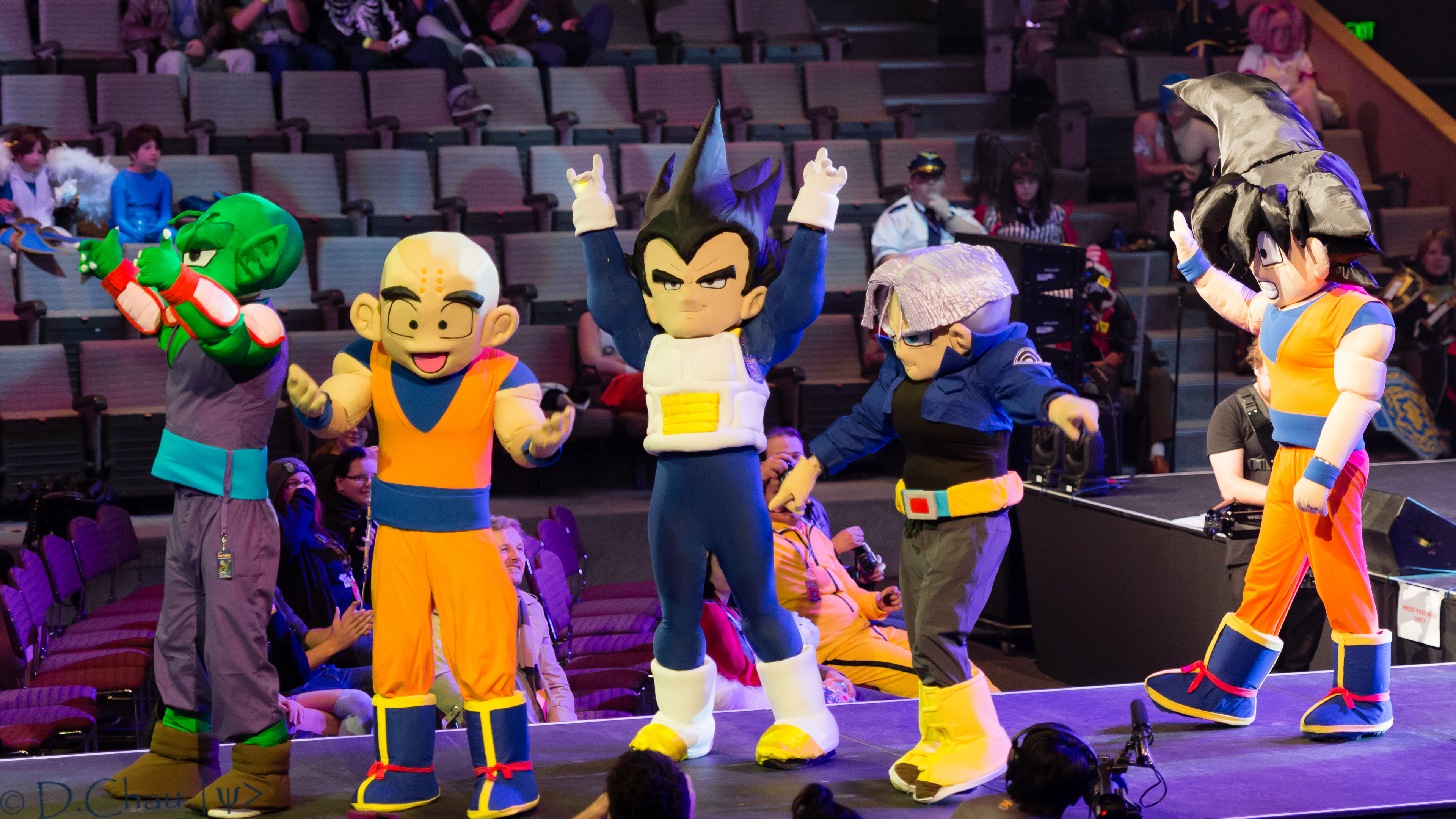
Cosplays de personnages de Dragon Ball, représentant, de gauche à droite : Piccolo, Krilin, Vegeta, Trunks (du futur) et Son Goku.

Cet article présente la liste des personnages de Dragon Ball.
Les noms des personnages ayant été transcrits et éventuellement traduits du japonais, les personnages ont eu par le passé plusieurs noms selon les formats et les éditions. Ils ne sont ici listés qu’une seule fois sous le nom le plus exact possible, tiré du manga lorsque possible, et plus spécialement de la nouvelle édition en cours dont la traduction a été retravaillée pour mieux retranscrire l’œuvre originale et qui a pour objectif de poser des bases définitives pour les fans. Les noms alternatifs sont toutefois indiqués dans l’article détaillé de chaque personnage.

## Types de personnages
- Les aliens
- Les animaux
- Les cyborgs
- Les divinités
- Les dragons
- Les humains
- Les Nameks
- Les Saiyans

## Liste détaillée
- Haut – A
- B
- C
- D
- E
- F
- G
- H
- I
- J
- K
- L
- M
- N
- O
- P
- Q
- R
- S
- T
- U
- V
- W
- X
- Y
- Z

### A
- Abo (アボ, Abo?) est un alien bleu qui apparaît dans l'OAV Dragon Ball : Salut ! Son Goku et ses amis sont de retour !! en compagnie de son frère Cado.
- Acqua (アークア, Ākua?) est un personnage qui apparaît dans la série animée durant la Saga Great Saiyaman dans un épisode filler[1] et fait une apparition caméo dans le film Dragon Ball Z : Fusions.
- Ackman (アックマン, Akkuman?) est un personnage qui apparaît dans le volume 9 du manga[m 1] ainsi que dans la série animée durant l'Arc Baba la voyante (épisode 73)[1].
- Agnilasa (アニラーザ, Anirāza?) est un personnage du Tournoi du Pouvoir de Dragon Ball Super. C'est la fusion entre plusieurs combattants de l'Univers 3. Il ressemble à un grand alien blanc et violet, et à des techniques semblables à Janemba.
- Almondo (アモンド, Amondo?) est un personnage du troisième film Dragon Ball Z, Le Combat fratricide, il fait partie des mercenaires de Thalès[d6 1],[1],[2].

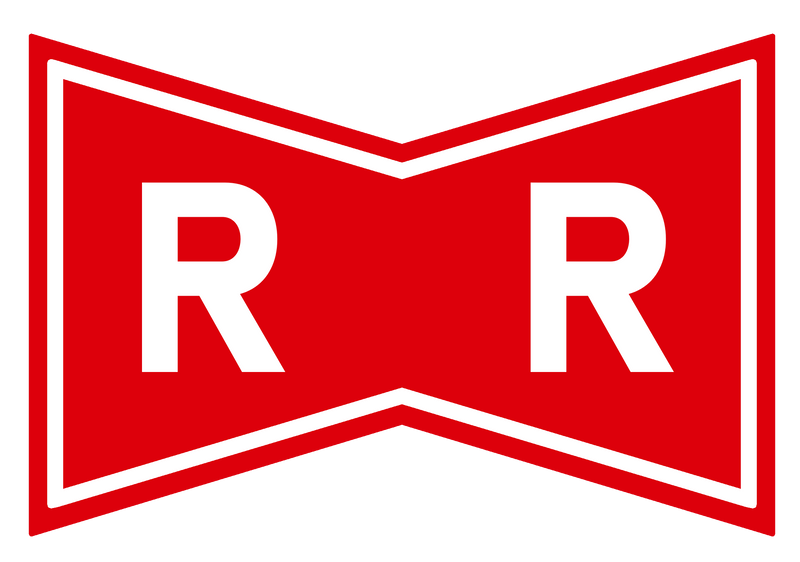
Logo de l'Armée du Ruban Rouge affiché sur les vêtements des Cyborgs.

- Android 8 (人造 人間８号, Jinzō ningen hachi-gō?), C-8 ou encore Franky, est un cyborg apparaissant dans la première partie de Dragon Ball.
- Android 13 (人造人間１３号, Jinzōningen Jū San-Gō?) ou C-13 est un personnage qui est mentionné comme cyborg « assez réussi » dans le volume 31 du manga[m 2], il apparaît dans le septième film Dragon Ball Z, L'Offensive des cyborgs comme antagoniste principal[d6 2],[1],[2].
- Android 14 (人造人間１４号, Jinzōningen Jū Yon-Gō?) ou C-14 est un personnage qui est mentionné comme cyborg « assez réussi » dans le volume 31 du manga[m 2], il apparaît dans le septième film Dragon Ball Z, L'Offensive des cyborgs[d6 2],[1],[2].
- Android 15 (人造人間１５号, Jinzōningen Jūgo-Gō?) ou C-15 est un personnage qui est mentionné comme cyborg « assez réussi » dans le volume 31 du manga[m 2], il apparaît dans le septième film Dragon Ball Z, L'Offensive des cyborgs[d6 2],[1],[2].
- Android 16 (人造人間１６号, Jinzō'ningen jū-rokugō?) ou C-16 est un personnage qui apparaît dans le volume 30 du manga[m 3] et dans la série animée durant la Saga Cyborgs (épisode 134)[1].
- Android 17 (人造人間 １７号, Jinzō'ningen jū-nanagō?) ou C-17 est un personnage qui apparaît dans le volume 29 du manga[m 4] et dans la série animée durant la Saga Cyborgs (épisode 133)[1].
- Android 18 (人造人間１８号, Jinzōningen jū-hachigō?) ou C-18 est un personnage qui apparaît dans le volume 29 du manga[m 4] et dans la série animée durant la Saga Cyborgs (épisode 133)[1].
- Android 19 (人造人間１９号, Jinzōningen Jū Kyū-Gō?) ou C-19 est un personnage qui apparaît dans le volume 28 du manga[m 5] et dans la série animée durant la Saga Cyborgs (épisode 126)[1].
- Android 20 (人造人間２０号, Jinzōningen Niju-Gō?) ou C-20/Dr. Gero est un personnage qui apparaît dans le volume 28 du manga[m 5] et dans la série animée durant la Saga Cyborgs (épisode 126)[1].
- Annin (アンニン, An'nin?) est un personnage qui apparaît dans la série animée durant la Saga Piccolo dans un épisode filler (épisodes 152 et 153)[1].
- Angela (エンジェラ, Enjera?) est un personnage qui apparaît dans l'épisode 202 de Dragon Ball Z, durant la Saga Great Saiyaman, elle est étudiante au lycée « Orange Star High School »[1].
- Anguila (アンギラ, Angira?) est un personnage, un alien, du quatrième film Dragon Ball Z, La Menace de Namek, il fait partie des serviteurs de Slug[d6 3],[1].
- Annin (アンニン, Annin?) est un personnage qui apparaît dans l'épisode 152 de Dragon Ball, elle est la gardienne du mont des cinq éléments[1].
- Apple (アプール, Apūru?) est un personnage qui apparaît dans le volume 21 du manga[m 6] et dans l'épisode 45 de Dragon Ball Z qui se déroule durant la Saga Namek, il fait partie des soldats de l'armée de Freezer[1].
- Dr. Arinsu (ドクター・アリンス, Dokutā Arinsu?) est une des antagonistes de la série animée Dragon Ball Daima. Elle demandera à Marba, une sorcière de lui créer un nouveau démon : Majin Kuu.

### B
- Baba la voyante (占いババ, Uranai Baba?) est un personnage qui apparaît dans le volume 9 du manga[m 7] et dans la série animée durant la Saga Baba la voyante (épisode 69).
- Babidi (バビディ, Babidi?) est un personnage qui apparaît dans le volume 38 du manga[m 8] ainsi que dans la série animée durant la Saga Babidi et Boo (épisode 220)[1].
- Baby (ベビー, Bebi?) est le principal antagoniste de Dragon Ball GT. C'est une machine mutante qui peut contrôler les personnes en s'introduisant dans leur corps. Ça sera notamment le cas avec Végéta.
- Bacterian (バクテリアン, Bakuterian?) est un personnage qui apparaît dans le volume 3 du manga[m 9] et dans l'épisode 20 de l'anime Dragon Ball de l'Arc 21e Tenkaichi Budokai[1].
- Bardock (バーダック, Bādakku?) est un personnage qui apparaît dans le volume 26 du manga et dans l'épisode TV Special Dragon Ball Z : Baddack contre Freezer, il s'agit du père de Son Goku[1].
- Basil (バジル, Bajiru?) est un loup rouge et combattant de l'Univers 9 dans la série Dragon Ball Super.
- Beerus (ビルス, Birusu?) apparaît pour la première fois dans le film Dragon Ball Z : Battle of Gods. C'est le Dieu de la Destruction de l'Univers 7.
- Bergamo (ベルガモ, Berugamo?) est un grand loup gris et combattant de l'Univers 9 dans Dragon Ball Super.
- Bibidi (ビビディ, Bibidi?) est un personnage, un alien, qui apparaît dans l'épisode 277 de Dragon Ball Z, sorcier puissant, il est le père de Babidi et le créateur de Boo[1].
- Bidô (ビドー, Bidō?) est un personnage qui apparaît dans le neuvième film Dragon Ball Z, Les Mercenaires de l'espace[d6 4],[1].
- Black Goku (ゴクウブラック, Gokū Burakku?) apparaît dans la série Dragon Ball Super. Il s'agit en réalité de Zamasu, qui a volé le corps de Son Goku.
- Le Général Blue (ブルー将軍, Burū Shōgun?) est un antagoniste mineur du début de Dragon Ball. Il fait partie de l'armée du Ruban Rouge.
- Bio Broly (バイオブロリー, Baio Burorī?) est l'antagoniste principal du onzième film Dragon Ball Z, Attaque Super Warrior !, il s'agit un clone de Broly[1].
- Bojack (ボー ジャック, Bōjakku?) est l'antagoniste principal du neuvième film Dragon Ball Z, Les Mercenaires de l'espace[1].
- Bongo (ボンゴ, Bongo?) est un personnage du premier film de l'univers Dragon Ball : La Légende de Shenron. Il fait partie de l'armée du « Ruban Rouge »[d6 5],[2].
- Boo, voir Majin Boo.
- Brianne de Château (ブリアンデシャート, Burian de Shāto?) est une guerrière de l'Univers 2 dans Dragon Ball Super. Elle peut se transformer, et se fait alors appeler Ribrianne.
- Brief Hakase (ブリーフ博士, Burīfu Hakase?) est un personnage qui apparaît dans le volume 6 du manga[m 10] dans la série animée durant la Saga Armée du Red Ribbon (épisode 44)[1] et dans le quatrième film Dragon Ball Z, La Menace de Namek.
- Bra (ブラ, Bura?) est un personnage apparaissant à la toute fin de Dragon Ball Z, ainsi que dans Dragon Ball GT. C'est la fille de Végéta et Bulma.
- Broly (ブロリー, Burorī?) est l'antagoniste principal du huitième film Dragon Ball Z, Broly le super guerrier et du dixième, Dragon Ball Z : Rivaux dangereux[d6 6],[1].
- Bujin (ブージン, Būjin?) est un personnage, un alien, du neuvième film Dragon Ball Z, Les Mercenaires de l'espace, il fait partie des quatre soldats de la galaxie de Bojack[d6 4],[1].
- Bulma (ブルマ, Buruma?) est un personnage qui apparaît dans le premier épisode du manga[m 11] et de l'anime Dragon Ball[1].
- Butta (バータ, Bāta?) est un personnage qui apparaît dans le volume 23 du manga[m 12] et dans la série animée durant la Saga Namek (épisode 61)[1], il fait partie de l'escadron spécial Ginyû.
- Buyon (ブヨン, Buyon?) est un personnage qui apparaît dans le volume 6 du manga[m 13]  ainsi que dans la série animée durant la Saga de l'armée du Red Ribon (épisode 40)[1].

### C
- Cabba (キャベ, Kyabe?) est un Saiyan de l'Univers 6 dans Dragon Ball Super.
- Cacao (カカオ, Kakao?) est un personnage qui apparaît dans le troisième film Dragon Ball Z, Le Combat fratricide, il fait partie de l'armée de Thalès [d6 1],[2].
- Cado (カド, Kado?) est un alien rouge qui apparaît dans l'OAV Dragon Ball : Salut ! Son Goku et ses amis sont de retour !! en compagnie de son frère Abo.
- Capitaine Chicken (キャプテン・チキン, Kyaputen Chiki?) est un personnage qui apparaît dans le volume 42 du manga[m 14]  et dans la série animée durant la Saga Boo (épisode 290)[1].

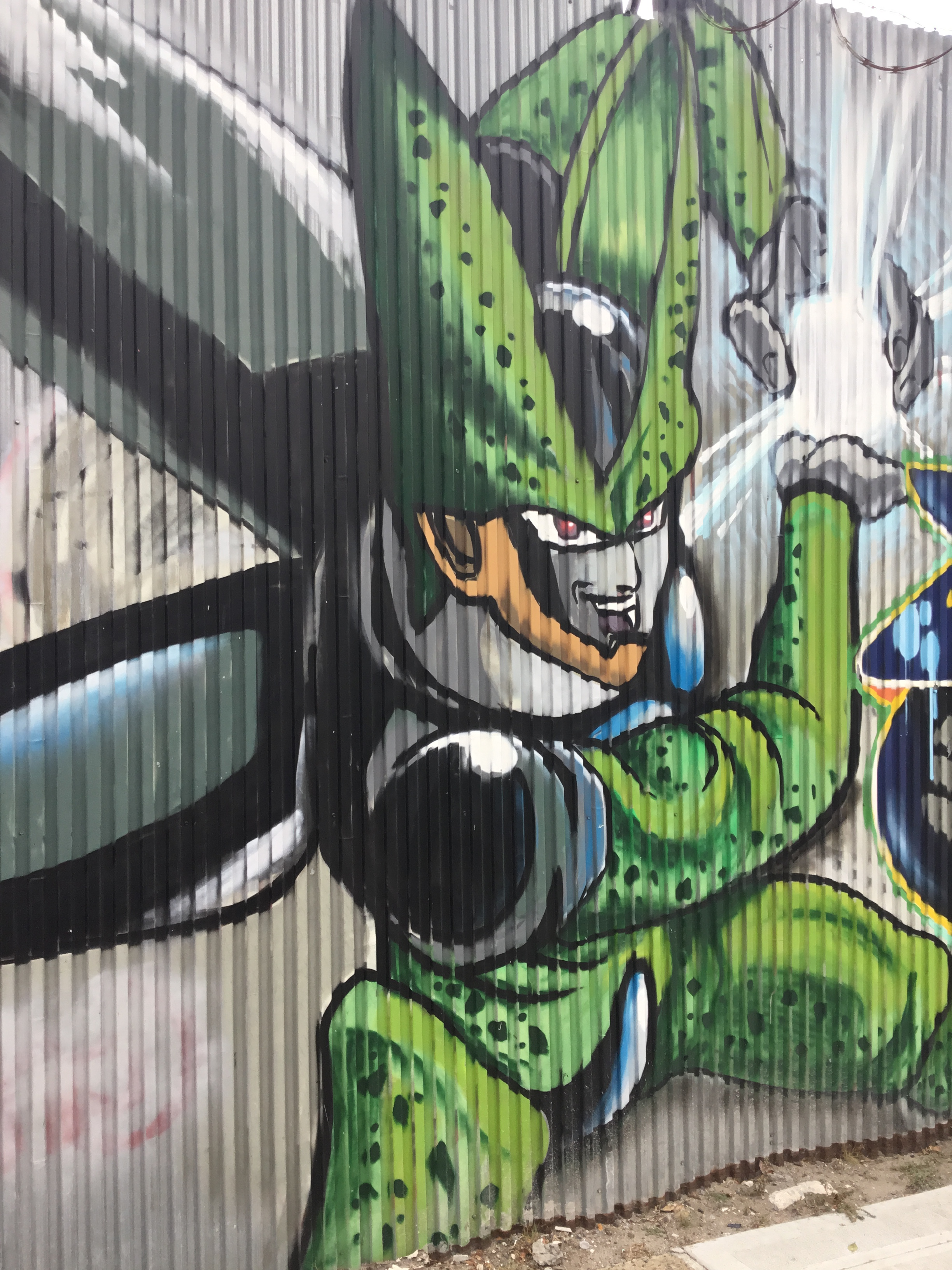
Graffiti de la forme parfaite de Cell.

- Caulifla (カリフラ, Karifura?) est une femme Saiyans de l'Univers 6. Elle apparaît lors du Tournoi du Pouvoir.
- Cell (セル, Seru?) est un personnage qui apparaît dans le volume 30 du manga[m 15] et dans la série animée, il est l'antagoniste principal de la Saga Cell qui se divise en 5 Arcs[1]. Cell dispose de trois formes : la première qui est la « forme imparfaite », la deuxième forme « semi-parfaite » et la troisième et dernière, la « forme parfaite ».
- Cell Jr. (セルJr., Seru Junia?) est un personnage qui apparaît dans le volume 34 du manga[m 16] et dans la série animée durant la Saga Cell Game (épisode 183), il s'agit de la progéniture de Perfect Cell qui en crée sept lors de l'anime[1].
- Champa (シャンパ, Shanpa?) apparaît dans la série Dragon Ball Super. Il est le Dieu de la Destruction de l'Univers 6, et le frère de Beerus.
- Chaoz (餃子, Chaozu?) est un personnage qui apparaît dans le volume 10 du manga[m 17] et dans la série animée durant la Saga Ten Shin Han dans un épisode filler (épisode 82)[1] ainsi que dans le troisième film Dragon Ball, L'Aventure mystique[d6 7].
- Chappa (チャパ王, Chapa-Ō?) ou le Roi Chappa est un personnage qui apparaît dans le volume 10 du manga[m 18] et dans la série animée durant la Saga Ten Shin Han.
- Chi-Chi (チチ, Chichi?) est un personnage qui apparaît dans le volume 1 du manga[m 19] et dans la série animée durant la Saga Son Goku[1].
- Chilled (チルド, Chirudo?) est alien apparaissant dans l'OAV Dragon Ball : Épisode de Bardock. C'est un ancêtre de Freezer.
- Roi Cold (コルド大王, Korudo Daiō?) est un alien, père de Freezer et Cooler. Il se fera rapidement tué par Trunks du futur.
- Cooler (クウラ, Kūra?) est l'antagoniste, un alien, du cinquième film Dragon Ball Z, La Revanche de Cooler, il est le grand frère de Freezer et le fils aîné du Roi Cold[d6 8],[2].

### D
- Dabra (ダーブラ, Dābura?) est un démon au service de Babidi dans Dragon Ball Z.
- Daïzu (ダイーズ, Daīzu?) est un personnage qui apparaît dans le troisième film Dragon Ball Z, Le Combat fratricide, il fait partie des mercenaires de Thalès et était ancien prince de la dynastie Pukinpa[d6 1].
- Degesu (デゲス, Degesu?) est un des principaux antagonistes de la série animée Dragon Ball Daima.
- Dendé (デンデ, Dende?) est un personnage qui apparaît dans le volume 21 du manga[m 20], dans la série animée durant la Saga Namek (épisode 46)[1] et dans le sixième film Dragon Ball Z, Cent Mille Guerriers de métal.
- Dodoria (ドドリア, Dodoria?) est un personnage, un alien, qui apparaît dans le volume 21 du manga[m 21], dans la série animée durant la Saga Namek (épisode 44)[3] et dans le Special Dragon Ball Z : Baddack contre Freezer.
- Dôre (ドーレ, Dōre?) est un personnage, un alien, qui apparaît dans le cinquième film Dragon Ball Z, La Revanche de Cooler, il fait partie des hommes de main de Cooler[d6 8],[2].
- Dorodabo (ドロダボ, Dorodabo?) est un personnage qui apparaît dans le quatrième film Dragon Ball Z, La Menace de Namek, il est l'un des serviteurs de slug[d6 3],[2].
- Dyspo (ディス, Disupo?) est un alien ressemblant à un lapin avec la peau violette, apparaissant lors du Tournoi du Pouvoir de Dragon Ball Super.

### E
- Ebifurya (エビフリャー, Ebifuryā?) est un personnage du deuxième film Dragon Ball Z, Le Robot des glaces, il fait partie des cyborgs créés par le Docteur Kochin[d6 9],[2].
- Le Roi Enma (閻魔大王, Enma Daiō?) est le dieu qui juge les âmes défuntes et décide de les envoyer au Paradis ou en Enfer.

### F
- Freezer (フリーザ, Furīza?) est un personnage qui apparaît dans le volume 21 du manga[m 21], dans la série animée durant la Saga Namek (épisode 44)[1] et dans le Special Dragon Ball Z : Baddack contre Freezer. Freezer se décline sous trois formes différentes lors des évènements des Sagas Namek et Freezer.
- Frost (フロスト, Furosuto?) est un alien apparaissant dans Dragon Ball Super. Il fait partie de l'Univers 6. Il ressemble à Freezer.

### G
- Garlic Jr. (ガーリックＪｒ, Gārikku Junia?) est le principal antagoniste, un alien, du premier film Dragon Ball Z, À la poursuite de Garlic[d6 10],[2]. Il apparaît également dans la série animée durant la Saga Cyborgs dans un épisode filler (épisode 108)[1].
- Gamma 1 (ガンマ１号, Ganma Ichigō?) est un cyborg créé par le Dr. Hedo dans le film Dragon Ball Super: Super Hero.
- Gamma 2 (ガンマ２号, Ganma Ni-Gō?) est un cyborg créé par le Dr. Hedo dans le film Dragon Ball Super: Super Hero.
- Ghastel (ガステル, Gasuteru?) est un personnage du film Le Château du démon, il est le chef des démons ogres de Lucifer[d6 11],[2].
- Ghourd (グルド, Gurudo?) est un personnage qui apparaît dans le volume 23 du manga[m 12], dans la série série animée durant la Saga Namek (épisode 60)[3]
- Gine (ギネ, Gine?) est la femme de Bardock, et la mère de Son Goku et Raditz.
- Ginger (ジンジャー, Jinjā?) est un personnage qui apparaît dans la série animée durant la Saga Cyborgs dans un épisode filler (épisode 108)[1] et dans le premier film Dragon Ball Z, À la poursuite de Garlic[d6 10].
- Ginyu (ギニュー, Ginyū?) est un personnage qui apparaît dans le volume 23 du manga[m 12], dans la série série animée durant la Saga Namek (épisode 60)[3]
- Giru (ギル, Giru?) est un petit robot qui accompagne Goku, Trunks et Pan dans la série Dragon Ball GT.
- Glorio (グロリオ, Gurorio?) est un habitant du Royaume des Démons qui accompagne Goku et ses amis dans Dragon Ball Daima.
- Gokua (ゴクア, Gokua?) est un personnage, un alien, du neuvième film Dragon Ball Z, Les Mercenaires de l'espace, il fait partie des quatre soldats de la galaxie de Bojack[d6 4],[1].
- Gogeta (ゴジータ, Gojīta?) est le résultat de la fusion entre Goku et Végéta. Il apparaît pour la première fois dans le film Dragon Ball Z : Fusions. On le reverra également dans Dragon Ball GT, ainsi que dans le film Dragon Ball Super: Broly.
- Gomah (ゴマー, Gomā?) est un personnage de la race des démons qui apparaît exclusivement dans la série animée Dragon Ball Daima. Affilié à Dabra, il veut le venger en s'en prenant à Son Goku et ses amis. Pour les affaiblir, il utilise les Dragon Balls terrien pour les rajeunir tous, de sorte qu'ils n'aient pas la force de lutter lorsque sa horde de démons et lui envahiront la planète.
- Gotenks (ゴテンクス, Gotenkusu?) ou Gotrunks est un personnage qui apparaît dans le volume 40 du manga[m 22] , dans la série animée durant la Saga Babidi et Boo (épisode 251)[1], dans le douzième film Dragon Ball Z, Fusions et le treizième Dragon Ball Z : L'Attaque du dragon, où Gotenks passe en Super Saiyan 3[Z13 1]. Il s'agit de la fusion entre Son Goten et Trunks.
- Grand roi Gourmets (グルメス大王, Gurumesu Daiō?) est l'antagoniste principal du premier film Dragon Ball, La Légende de Shenron[d6 5],[2].
- Gyumao (牛魔王, Gyūmaō?) apparaît au début de Dragon Ball. Il est le père de Chichi.

### H
- Hatchiyack (ハッチヒャック, Hatchihyakku?) apparaît dans l'OAV Dragon Ball Z : Le Plan d'éradication des Super Saïyens. C'est une machine construite par le Dr. Raichi afin de se venger des Saiyans.
- Hirudegân (ヒルデガーン, Hirudegān?) est l'antagoniste principal, un alien, du treizième film Dragon Ball Z, L'Attaque du dragon, il possède deux formes de transformation[Z13 1].
- Hit (ヒット, Hitto?) est un personnage de l'Univers 6 dans Dragon Ball Super.
- Hoï (ホイ, Hoi?) est un personnage, un alien, qui apparaît dans le treizième film Dragon Ball Z, L'Attaque du dragon, il est le dernier sorcier connu des Kashvar[Z13 1].

### J
- Janemba (ジャネンバ, Janenba?) est le principal antagoniste, un alien, du douzième film Dragon Ball Z, Fusions, il possède deux formes de transformation[d6 12].
- Jeese (ジース, Jīsu?) est un personnage qui apparaît dans le volume 23 du manga[m 12], dans la série série animée durant la Saga Namek (épisode 60)[3]
- Jiren (ジレン, Jiren?) est un guerrier de l'Univers 11 participant au Tournoi du Pouvoir dans Dragon Ball Super. Il est un des adversaires les plus puissants que Goku a eu à affronter.

### K
- Kale (ケール, Kēru?) est une femme Saiyan de l'Univers 6 dans Dragon Ball Super. Elle peut se transformer en Super Saiyan Berserker, une forme qui s'apparente au Super Saiyan Légendaire de Broly.
- Kafla (ケフラ, Kefura?) est la fusion avec les potalas entre Kale et Caulifla.
- Kaiô de l'Est (東の界王, Higashi no Kaiō?) série animée est un personnage qui apparaît dans la série animée durant la Saga Great Saiyaman dans un épisode filler (épisode 196)[1] et dans le douzième film Dragon Ball Z, Fusions. Elle est la déesse protectrice de la galaxie de l'Est.
- Kaiô de l'Ouest (西の界王, Nishi no Kaiō?) est un personnage qui apparaît dans la série animée durant la Saga Great Saiyaman dans un épisode filler (épisode 195)[1] et dans le douzième film Dragon Ball Z, Fusions. Il est le Dieu protecteur de la galaxie de l'Ouest.
- Kaiô du Nord (北の界王, Kita no Kaiō?) est un personnage qui apparaît dans le volume 18 du manga[m 23], dans la série animée durant la Saga Saiyans (épisode 18)[1] et dans le troisième film Dragon Ball Z, Le Combat fratricide. Il est le Dieu protecteur de la galaxie du Nord.
- Kaiô du Sud (南の界王, Minami no Kaiō?) est un personnage qui apparaît dans le volume 36 du manga[m 24], dans la série animée durant la Saga Great Saiyaman dans un épisode filler (épisode 196)[1] et dans le douzième film Dragon Ball Z, Fusions. Il est le Dieu protecteur de la galaxie du Sud.
- Kaio Shin de l'Est (東の界王神, Higashi no Kaiōshin?) ou Kaiô Shin/Shin est un personnage qui apparaît dans le volume 37 du manga[m 25] et dans la série animée durant la Saga Great Saiyaman (épisode 213)[1].
- Kaiô Shin de l'Ouest (西の界王神, Nishi no Kaiōshin?) est un personnage qui apparaît dans la série animée durant la Saga Boo (épisode 277)[1].
- Kaiô Shin du Nord (北の界王神, Kita no Kaiōshin?) est un personnage qui apparaît dans la série animée durant la Saga Boo (épisode 277)[1].
- Kaiô Shin du Sud (南の界王神, Minami no Kaiōshin?) est un personnage qui apparaît dans le volume 42 du manga[m 26] et  dans la série animée durant la Saga Boo (épisode 277)[1].
- Kamé Sennin (亀仙人, Kame-Sen'nin?) est le maître d'arts martiaux de Son Goku et Krilin.
- Kami (神様, Kami-sama?) ou le Tout-Puissant est un personnage qui apparaît dans le volume 14 du manga[m 27], dans la série animée durant la Saga Piccolo (épisode 125)[1] et dans le premier film Dragon Ball Z, À la poursuite de Garlic[2].
- Karin (カリン, Karin?) est un personnage qui apparaît dans le volume 8 du manga[m 28], dans la série animée durant la Saga Armée du Red Ribbon (épisode 61)[1] et dans le troisième film Dragon Ball, L'Aventure mystique.
- Kibito  (キビト, Kibito?) est un personnage qui apparaît dans le volume 37 du manga[m 25] et dans la série animée durant la Saga Great Saiyaman (épisode 213)[1].
- Kishime (キシーメ, Kishīme?) est un personnage du deuxième film Dragon Ball Z, Le Robot des glaces, il fait partie des cyborgs créés par le Docteur Kochin[d6 9],[2].
- Kiwi (キュイ, Kiwi?) est un alien apparaissant dans Dragon Ball Z. Il fait partie de l'armée de Freezer.
- Docteur Kochin (Ｄｒ．・コーチン, Dokutā Kōchin?) est un personnage du deuxième film Dragon Ball Z, Le Robot des glaces, il est l'assistant du Dr. Willow[d6 9].
- Krilin (クリリン, Kuririn?) est le meilleur ami de Son Goku.

### L
- Lakasei (ラカセイ, Rakasei?) est un personnage qui apparaît dans le troisième film Dragon Ball Z, Le Combat fratricide, il fait partie des mercenaires de Thalès et est le frère jumeau de Rasin[d6 1].
- Lavender (ラベンダ, Rabenda?) est un loup jaune et combattant de l'Univers 9 dans Dragon Ball Super.
- Li Shenron (一星龍, Īshinron?) est l'antagoniste final de Dragon Ball GT. Il est né à cause de l'énergie négative accumulée dans les Dragon Balls, due à leur surutilisation.
- Lucifer (ルシフェル, Rushiferu?) est l'antagoniste principal de Dragon Ball : Le Château du démon[d6 11],[2].
- Lunch (ランチ, Ranchi?) est une jeune fille apparaissant au début de Dragon Ball. Elle peut changer d'apparence et de personnalité en éternuant, passant d'une gentille fille aux cheveux bleus, à une méchante femme aux cheveux blonds.

### M
- Mai (マイ, Mai?) est un personnage qui apparaît au tout début de Dragon Ball. Elle est une des sbires de Pilaf.
- Majin Boo (魔人ブウ, Majin Buu?)
- Majin Duu (魔人ドゥー, Majin Dū?) est un second Majin créé par Marba et Dr. Arinsu après que Majin Kuu se soit révélé être "trop faible". Son apparence peut rappeler celle du gros Majin Boo, mais avec une couleur verte.
- Majin Kuu (クウ, Majin Kū?) est un démon créé par la sorcière Marba sur ordre du Dr. Arinsu dans Dragon Ball Daima. Il a été fabriqué grâce à des cellules de Majin Buu, ainsi qu'une graine de Saibamen (ce qui pourrait rappeler sa couleur verte).
- Marba (マー, Māba?) est une sorcière apparaissant dans Dragon Ball Daima. C'est elle la véritable créatrice de Majin Boo (sur ordre de Bibidi), et plus tard, Majin Kuu sur ordre du Dr. Arinsu.
- Marron (マーロン, Māron?) est un personnage qui apparaît dans le volume 36 du manga[m 29], dans la série animée durant l'Saga Great Saiyaman (épisode 205)[3] ainsi que dans le onzième film Dragon Ball Z, Attaque Super Warrior ![3]. Marron est la fille de C-18 et de Krilin.
- Medamatcha (メダマッチャ, Medamatcha?) est un personnage qui apparaît dans le quatrième film Dragon Ball Z, La Menace de Namek, il est l'un des serviteurs de slug[d6 3],[2].
- Metal Cooler (メタルクウラ, Metaru Kūra?) est l'antagoniste principal, un alien, du sixième film Dragon Ball Z, Cent Mille Guerriers de métal, il s'agit d'un clone de Cooler[d6 13],[2],[3].
- Minosha (ミノシア, Minoshia?) est un personnage, un alien, qui apparaît dans le treizième film Dragon Ball Z, L'Attaque du dragon, il est le petit frère de Tapion[Z13 1],[3].
- Misokatsun (ミソカッツン, Misokattsun?) est un personnage du deuxième film Dragon Ball Z, Le Robot des glaces, il fait partie des cyborgs créés par le Docteur Kochin[d6 9],[3],[2].
- Mr. Popo (ミスター·ポポ, Misutā Popo?) apparaît dans Dragon Ball. Il est le conseiller et serviteur du Dieu de la Terre.
- Mr. Satan  (ミスター・サタン, Misutā Satan?) est un personnage qui apparaît dans le volume 33 du manga[m 30], dans la série animée durant la Saga Cell Game (épisode 173) et dans le neuvième film Dragon Ball Z, Les Mercenaires de l'espace[3]. Mr. Satan est le père de Videl.
- Dr. Myû (ドクター・ミュー, Dokutā Myū?) est un antagoniste de la série Dragon Ball GT. C'est lui qui a créé la machine mutante Baby.

### N
- Nam  (ナム, Namu?) est un personnage qui apparaît dans le volume 3 du manga[m 31] et dans la série animée durant la Saga 21e Tenkaichi Budokai (épisode 21)[3].
- Nappa (ナッパ, Nappa?) est un personnage qui apparaît dans le volume 17 du manga[m 32], dans la série animée durant la Saga Saiyans (épisode 5)[3] et dans le Special Dragon Ball Z : Baddack contre Freezer[d6 14].
- Neizu (ネイズ, Neizu?) est un personnage, un alien, qui apparaît dans le cinquième film Dragon Ball Z, La Revanche de Cooler, il fait partie des hommes de main de Cooler[d6 8],[3],[2].
- Nikky (ニッキー, Nikkī?) est un personnage qui apparaît dans la série animée durant la Saga Cyborgs dans un épisode filler (épisode 108)[1] et dans le premier film Dragon Ball Z, À la poursuite de Garlic[d6 10],[2].
- Nok (ノック, Nokku?) est un personnage qui apparaît dans le volume 42 du manga [m 14] et dans la série animée durant la Saga Boo (épisode 290)[3].

### O
- Olibu (オリブー, Oribū?) est un personnage qui apparaît dans la série animée durant la Saga Great Saiyaman dans un épisode filler (épisode 196)[3] et dans le douzième film Dragon Ball Z, Fusions comme caméo.
- Oolong (ウーロン, Ūron?) est un personnage qui apparaît dans le volume 1 du manga[m 33], dans la série animée durant la Saga Son Goku (épisode 4)[3] et dans le premier film Dragon Ball, La Légende de Shenron.
- Oni Guide (案内鬼, Annai Oni?) ou Demon Guide est un personnage qui apparaît dans le volume 18 du manga[m 34] ainsi que dans la série animée durant la Saga Saiyans (épisode 6)[1]. Il s'agit d'un fonctionnaire qui travaille aux services du Grand roi Enma dans l'au-delà.
- Oob (ウーブ, Ūbu?) est un personnage qui apparaît dans le volume 42 du manga[m 14] et dans la série animée durant la Saga Boo dans un épisode  filler (épisode 289)[3]. Oob est la réincarnation humaine de Boo. On le reverra aussi dans Dragon Ball GT.

### P
- Paikûhan (パイクーハン, Paikūhan?) est un personnage, un alien, qui apparaît dans la série télévisée durant la Saga Great Saiyama dans un épisode filler (épisode 195)[3] et dans le douzième film Dragon Ball Z, Fusions.
- Pan (パン, Pan?) est un personnage apparaissant à la toute fin de Dragon Ball Z, ainsi que dans Dragon Ball GT. C'est la fille de Son Gohan et Videl, ainsi que la petite fille de Mr. Satan et Son Goku.
- Panzy (パンジ, Panji?) est une habitante du Royaume des Démons, ainsi que la fille du roi. Elle accompagne Goku et ses amis dans leurs aventures au Royaume des Démons dans Dragon Ball Daima.
- Paragus (パラガス, Paragasu?) est un personnage qui apparaît dans le huitième film Dragon Ball Z, Broly le super guerrier, il est le père de Broly[d6 15].
- Pasta (パスタ, Pasuta?) est un personnage qui apparaît pour la première fois dans La Légende de Shenron, elle fait équipe avec Bongo pour retrouver les Dragon Balls[d6 5],[2].
- Piano (ピアノ, Piano?) est un personnage qui apparaît dans le volume 12 du manga[m 35] et dans la série animée durant la Saga Roi démon Piccolo (épisode 102)[3].
- Piccolo Daimaô (ピッコロ大魔王, Pikkoro Daimaō?) ou Grand roi démon Piccolo est un personnage qui apparaît dans le volume 12[m 35] et dans la série animée durant la Saga Roi démon Piccolo (épisode 102)[3].
- Piccolo Jr. (ピッコロ・ジュニア, Pikkoro Junia?) est un personnage qui apparaît dans le volume 14 du manga[m 36], dans la série animée durant la Saga Piccolo (épisode 123)[3] et dans le premier film Dragon Ball Z, À la poursuite de Garlic. Piccolo deviendra un personnage récurrent dans le manga, la série animée Dragon Ball Z et les films animés.
- Pilaf (ピラフ, Pirafu?) est un personnage qui apparaît dans le volume 2 du manga[m 37], dans la série animée durant la Saga Son Goku (épisode 1)[3] et dans le troisième film Dragon Ball, L'Aventure mystique.
- Polunga (ポルンガ, Porunga?) est un personnage qui apparaît dans le volume 25[m 38] et dans la série animée durant la Saga Freezer (épisode 75)[3]. Il s'agit du démon sacré de la planète Namek.
- Princesse serpent est un personnage de Dragon Ball Z. Elle rencontre Sangoku qui s'arrête à son Palais sur le chemin du serpent. Sangoku pense être arrivé chez Maitre Kaio. Elle souhaite que Sangoku reste chez elle. Elle utilise ses servantes et ses charmes afin qu'il reste et tombe même amoureuse de lui. Mais Sangoku est insensible. Elle finit par se sentir vexée et utilise ses sorts maléfiques pour tenter de l'anéantir. Mais Sangoku malin et confus lui retourne son attaque puis regagne le chemin du serpent. C'est la première fois alors qu'il arrive à voler.
- Puerh (プーアル, Pūaru?) est un personnage qui apparaît dans le volume 1 du manga[m 39], dans la série animée durant la Saga Son Goku (épisode 5)[2] et dans le premier film Dragon Ball, La Légende de Shenron.
- Pui Pui (プイプイ, PuiPui?) est un personnage qui apparaît dans le volume 38 du manga[m 8] et dans la série animée durant la Saga Babidi et Boo (épisode 220)[3]. Pui Pui est un serviteur de Babidi et le gardien du premier niveau du vaisseau de Babidi.
- Pumbukin (パンブーキン, Panbūkin?) est un personnage qui apparaît dans le Special Dragon Ball Z : Baddack contre Freezer, il fait équipe avec Bardock[d6 16].
- Puntar (プンター, Puntā?) est un personnage qui apparaît dans le volume 37 du manga[m 40] et dans la série animée durant la Saga Great Saiyaman (épisode 214)[3].

### R
- Raditz (ラディッツ, Radittsu?) est un personnage qui apparaît dans le volume 17 du manga[m 41] et dans le premier épisode de la série animée Dragon Ball Z[3]. Saiyans de Dragon Ball#Raditz est le frère de Son Goku.
- Le Docteur Raichî (ドクターライチー, Dokutā Raichī?) est un Tsuful qui apparaît dans l'OAV Dragon Ball Z : Le Plan d'éradication des Super Saïyens. C'est lui qui a créé Hatchiyack, afin de se venger des Saiyans.
- Rasin (レズン, Rezun?)  est un personnage qui apparaît dans le troisième film Dragon Ball Z, Le Combat fratricide, il fait partie des mercenaires de Thalès et est le frère jumeau de Lakasei[d6 1].
- Reacum ((リクーム, Rikūmu?) est un personnage qui apparaît dans le volume 23 du manga[m 12], dans la série série animée durant la Saga Namek (épisode 60)[3] et dans le douzième film Dragon Ball Z, Fusions comme caméo.
- Général Red (レッド総帥, Reddo Sōsui?) est un personnage qui apparaît dans le volume 5 du manga[m 42], dans la série animée durant la Saga Armée du Red Ribbon dans un épisode filler (épisode 30)[3] et dans le quatrième film Dragon Ball, L'Armée du Ruban Rouge.
- Le Général Rild (リルド将軍, Rirudo Shōgun?) est une machine mutante et un antagoniste secondaire de Dragon Ball GT.

### S
- Les Saibaimen (栽培マン?, Saibaiman) sont de petits aliens verts invoqué par Nappa pour combattre Goku et ses amis.
- Saichôrô (最長老, Saichōrō?) ou Grand Ancêtre est un personnage qui apparaît dans le volume 21 du manga[m 43] et dans la série animée durant la Saga Namek (épisode 53)[3]. Il est le grand Chef des Nameks.
- Sanka Kû (サンカ·クー, Sanka Kū?) est une guerrière de l'Univers 2 de Dragon Ball Super. Lorsqu'elle se transforme, elle se fait appeler Kakunsa.
- Sansho (サンショ, Sansho?) est un personnage qui apparaît dans la série animée durant la Saga Cyborgs dans un épisode filler (épisode 108)[1] et dans le premier film Dragon Ball Z, À la poursuite de Garlic[d6 10],[2].
- San Shenron (三星龍, San Shinron?) est un dragon maléfique apparaissant dans Dragon Ball GT. Il maîtrise la pouvoir de la glace.
- Sauzer (サウザー, Sauzā?) est un personnage, un alien, qui apparaît dans le cinquième film Dragon Ball Z, La Revanche de Cooler, il est le capitaine des forces de Cooler[d6 8],[2].
- Sélipa (セリパ, Seripa?) est un personnage qui apparaît dans le Special Dragon Ball Z : Baddack contre Freezer, elle fait équipe avec Bardock[d6 16].
- Shenron (神龍, Shenron?) est un personnage qui apparaît dans le premier volume du manga[m 11], dans le premier épisode de la série animée et dans le premier film Dragon Ball, La Légende de Shenron[3].

Logo porté sur les premières tenues de Goku et de Krillin.

- Shisami (シサミ, Shisami?) est un des soldats survivant de l'armée de Freezer. Il apparaît dans le film Dragon Ball Z : La Résurrection de ‘F’ et dans la série Dragon Ball Super.
- Shu (シュウ, Shū?) apparaît au tout début de Dragon Ball. C'est un des sbires de Pilaf.
- Son Gohan (孫悟飯, Son Gohan?) est un personnage qui apparaît dans le volume 17[m 44], dans le premier épisode de Dragon Ball Z[3] et dans la plupart des films Dragon Ball Z. Il est le fils de Son Goku et de Chichi.
- Son Goku (孫悟空, Son Gokū?) ou Kakarot (カカロット, Kakarotto?) est le personnage principal, il apparaît dans le 1er volume du manga[m 11] et le 1er épisode de la série animée Dragon Ball[3]. Il apparaît dans tous les films Dragon Ball et Dragon Ball Z. Il est le fils de Bardock.
- Son Goku Jr. (孫悟空ジュニア, Son Gokū Junia?) apparaît dans le dernier épisode de Dragon Ball GT, ainsi que dans le film Dragon Ball GT : Cent Ans après. C'est un descendant de Son Goku.
- Son Goten (孫悟天, Son Goten?) est un personnage qui apparaît dans le volume 36 du manga[m 45], dans la série animée durant la Saga Great Saiyaman (épisode 201)[3] et dans le dixième film Dragon Ball Z, Rivaux dangereux. Il est le second fils de Son Goku et de Chichi.
- Sorbet (ソルベ, Sorube?) est un des soldats survivant de l'armée de Freezer. Il apparaît dans le film Dragon Ball Z : La Résurrection de ‘F’ et dans la série Dragon Ball Super.
- Slug (スラッグ, Suraggu?) est l'antagoniste principal du quatrième film Dragon Ball Z, La Menace de Namek[d6 3],[2].
- Spopovitch (スポポビッチ, Supopobitchi?)  est un personnage qui apparaît dans le volume 37 du manga[m 40] et dans la série animée durant la Saga Great Saiyaman (épisode 213)[3].
- Sû Roas (スー·ロース, Sū Rōsu?) est une guerrière de l'Univers 2 dans Dragon Ball Super. Elle peut se transformer et se fait alors appeler Roasie.
- Suu Shenron (四星龍, Sū Shinron?) est un dragon maléfique qui apparaît dans Dragon Ball GT. Il maîtrise le pouvoir du feu.

### T
- Les Tamagamis (タマガミ, Tamagami?) apparaissent dans Dragon Ball Daima. Au nombre de trois, ils sont chargés de protéger les Dragons Balls du Royaume des Démons.
- Tagoma (タゴマ, Tagoma?) est un des soldats survivant de l'armée de Freezer. Il apparaît dans le film Dragon Ball Z : La Résurrection de ‘F’ et dans la série Dragon Ball Super.
- Tambourine (タンバリン, Tanbarin?) est un personnage, un alien, qui apparaît dans le volume 12 du manga[m 35] et dans la série animée durant la Saga Ten Shin Han (épisode 102)[3].
- Tapikar (タピカー, Tapikā?) est un personnage qui apparaît dans la la série animée durant la Saga Great Saiyaman dans un épisode filler (épisode 197)[3].
- Tapion (タピオン, Tapion?) est un personnage qui apparaît dans le treizième film Dragon Ball Z, L'Attaque du dragon[Z13 1].
- Tao Pai Pai (桃白白, Taopaipai?) est un personnage qui apparaît dans le volume 8 du manga[m 46] , dans la série animée durant la Saga Armée du Red Ribbon (épisode 58) et dans le troisième film Dragon Ball, L'Aventure mystique[d6 17].
- Ten Shin Han (天津飯, Tenshinhan?) est un personnage qui apparaît le volume 10 du manga[m 17], dans la série animée durant la Saga Ten Shin Han  (épisode 82) ainsi que dans le troisième film Dragon Ball, L'Aventure mystique[d6 7]. Ten Shin Han réapparaîtra plus ou moins régulièrement au cours de la série animée et des films.
- Thalès (ターレス, Tāresu?) est l'antagoniste principal du troisième film Dragon Ball Z, Le Combat fratricide, il faisait partie de l'armée Saiyan (dirigée le roi Vegeta et Freezer)[d6 18],[2].
- Toma (トーマ, Tōma?) est un personnage qui apparaît dans le Special Dragon Ball Z : Baddack contre Freezer, il fait équipe avec Bardock[d6 16].
- Toninjinka (兎人参化, Toninjinka?) ou To le carotteur est un personnage qui apparaît dans le volume 2 du manga[m 47] et dans la série animée durant la Saga Son Goku (épisode 9)[3]. Il est le chef de la bande des lapins.
- Toolo (トオロ, Tōro?) est un personnage qui apparaît dans le Special Dragon Ball Z : Baddack contre Freezer, il était le dernier survivant de la race des Kanassans[3].
- Toppo (トッポ?) est un des guerriers de l'Univers 11 dans Dragon Ball Super. Il est pressenti pour être le prochain Dieu de la destruction.
- Totappo (トテッポ, Toteppo?) est un personnage qui apparaît dans le Special Dragon Ball Z : Baddack contre Freezer, il fait équipe avec Bardock[d6 16].
- Trunks (トランクス, Torankusu?) est un personnage qui apparaît dans le volume 28 du manga[m 5], dans la série animée durant la Saga Cyborgs (épisode 126)[3] et dans le huitième film Dragon Ball Z, Broly le super guerrier. Il est le fils de Vegeta et de Bulma.
- Tsuru Sennin (鶴仙人, Tsurusen'nin?) est un personnage qui apparaît dans le volume 10 du manga[m 17], dans la série animée durant la Saga Ten Shin Han dans un épisode filler (épisode 82) ainsi que dans le troisième film Dragon Ball, L'Aventure mystique[d6 17].

### U
- Umigame (ウミガメ, Umigame?) ou Tortue de mer est un personnage qui apparaît dans le premier volume du manga[m 48], dans la série animée durant la Saga Son Goku (épisode 2)[3] et dans le premier film Dragon Ball, La Légende de Shenron.
- Upa  (ウパ, Upa?) est un personnage qui apparaît dans le volume 7 du manga[m 49], dans la série animée durant la Saga Armée du Red Ribbon (épisode 58)[3] et dans le troisième film Dragon Ball, L'Aventure mystique.

### V
- Vados (ヴァドス?) est un ange de l'Univers 6 dans Dragon Ball Super. Elle est aussi la soeur de Whis.
- Valet (?) est un personnage du second film de Dragon Ball, Le Château du démon, il est le majordome qui travaille pour Lucifer[d6 11],[2].
- Vegeta (ベジータ, Bejīta?) est un personnage qui apparaît dans le manga[m 32], dans la série animmée durant la Saga Saiyans (épisode 5)[3] et dans le Special Dragon Ball Z : Baddack contre Freezer[d6 14]. Vegeta deviendra par la suite un personnage récurrent du manga, de la série et dans la quasi majorité des films Dragon Ball Z.
- Vegeta Jr. (ベジータジュニア, Bejīta Junia?) apparaît dans le tout dernier épisode de Dragon Ball GT. C'est un descendant de Vegeta.
- Vegetto (ベジット, Bejito?) est un personnage qui apparaît dans le volume 42 du manga[m 50] et dans la série animée durant la Saga Boo (épisode 268)[3]. Fusion de Son Goku et de Vegeta.
- Videl (ビーデル, Bīderu?) est un personnage qui apparaît dans le volume 36 du manga[m 51], dans la série animée durant la Saga Great Saiyaman (épisode 200)[3] et dans le dixième film Dragon Ball Z, Rivaux dangereux.
- Vinegar (ビネガー, Binegā?) est un personnage qui apparaît dans la série animée dans la Saga Cyborgs via l'Arc Garlic Junior (épisode 108). Vinegar fait partie des « Quatre rois célestes » qui accompagnent Garlic Jr.[1].

### W
- Docteur Wheelo (Ｄｒ．ウイロー, Dokutā Uirō?) est l'antagoniste principal du deuxième film Dragon Ball Z, Le Robot des glaces[d6 19],[2].
- Whis (ウイス, Uisu?) est un ange, qui apparaît dans le film Dragon Ball Z: Battle of Gods et dans le série Dragon Ball Super.

### Y
- Yajirobé (ヤジロベー, Yajirobē?) est un personnage qui apparaît dans le volume 12 du manga[m 52], dans la série animée durant la Saga Roi démon Piccolo (épisode 104)[3] et dans le quatrième film Dragon Ball Z, La Menace de Namek.
- Yakon (ヤコン, Yakon?) est un personnage, un alien, qui apparaît dans le volume 38 du manga[m 53] et dans la série animée durant la Saga Babidi et Boo (épisode 222)[3]. Yakon est un serviteur de Babidi et le gardien du second niveau du vaisseau de Babidi.
- Yam (ヤムー, Yamū?) est un personnage qui apparaît dans le volume 37 du manga[m 40] et dans la série animée durant la Saga Great Saiyaman (épisode 214)[3].
- Yamcha (ヤムチャ, Yamucha?) est un personnage qui apparaît dans le premier volume du manga[m 39], dans la série animée durant la Saga Son Goku (épisode 5)[3] et dans le premier film Dragon Ball, La Légende de Shenron.
- Yuzukar (ユズカー, Yuzukā?) est un personnage qui apparaît dans la série animée durant la Saga Cyborgs dans un épisode filler (épisode 125)[3].

### Z
- Zamasu (ザマス?) est un apprenti Kaio Shin de Dragon Ball Super. Il est le principal antagoniste de l'arc Trunks du futur, où il ira même jusqu'à voler le corps de Son Goku pour être plus puissant.
- Zangya (ザンギャ, Zangya?) est un personnage, un alien, du neuvième film Dragon Ball Z, Les Mercenaires de l'espace, elle fait partie des quatre soldats de la galaxie de Bojack[d6 4].
- Zabon (ザーボン, Zābon?) est un personnage, un alien, qui apparaît dans le volume 21 du manga[m 21], dans la série animée durant la Saga Namek (épisode 44)[3] et dans le Special Dragon Ball Z : Baddack contre Freezer.
- Zêun (ゼエウン, Zeeun?) est un personnage qui apparaît dans le quatrième film Dragon Ball Z, La Menace de Namek, il est l'un des serviteurs de slug[d6 3],[2].